# Friedrich Mayer (sciatore)
Friedrich Mayer (1956) è un ex sciatore alpino austriaco.

## Biografia
Mayer agli Europei juniores di Jasná 1974 vinse la medaglia di bronzo nella discesa libera; non prese parte a rassegne olimpiche e non ottenne piazzamenti in Coppa del Mondo o ai Campionati mondiali.

## Palmarès

### Europei juniores
- 1 medaglia[1]:
  - 1 bronzo (discesa libera a Jasná 1974)